# Adelhausen (Straufhain)
Adelhausen ist ein Ortsteil der Gemeinde Straufhain  im Landkreis Hildburghausen in Thüringen.

## Lage
Adelhausen liegt etwa sieben Kilometer (Luftlinie) südlich der Kreisstadt Hildburghausen an der Landesgrenze zu Bayern bei Bad Rodach (Oberfranken, Landkreis Coburg).
Durch den Ort fließt die Rodach und deren Zufluss Weidach. Höchste Erhebung ist die Lempertshäuser Höhe  380,8 m ü. NN im Osten, die Ortslage ist 320 m ü. NN hoch.

## Geschichte

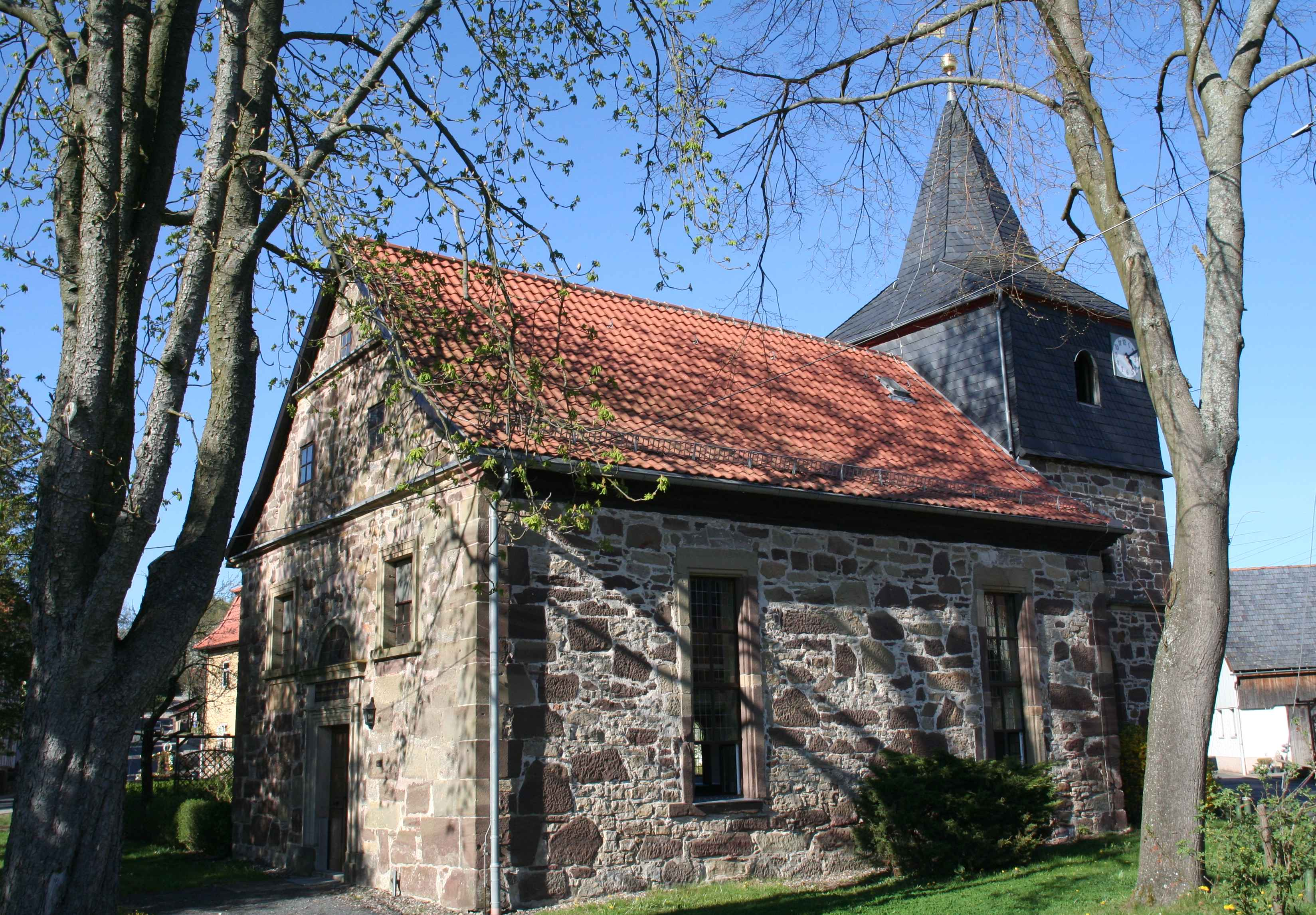
Evangelisch-Lutherische Kirche St. Marien in Adelhausen

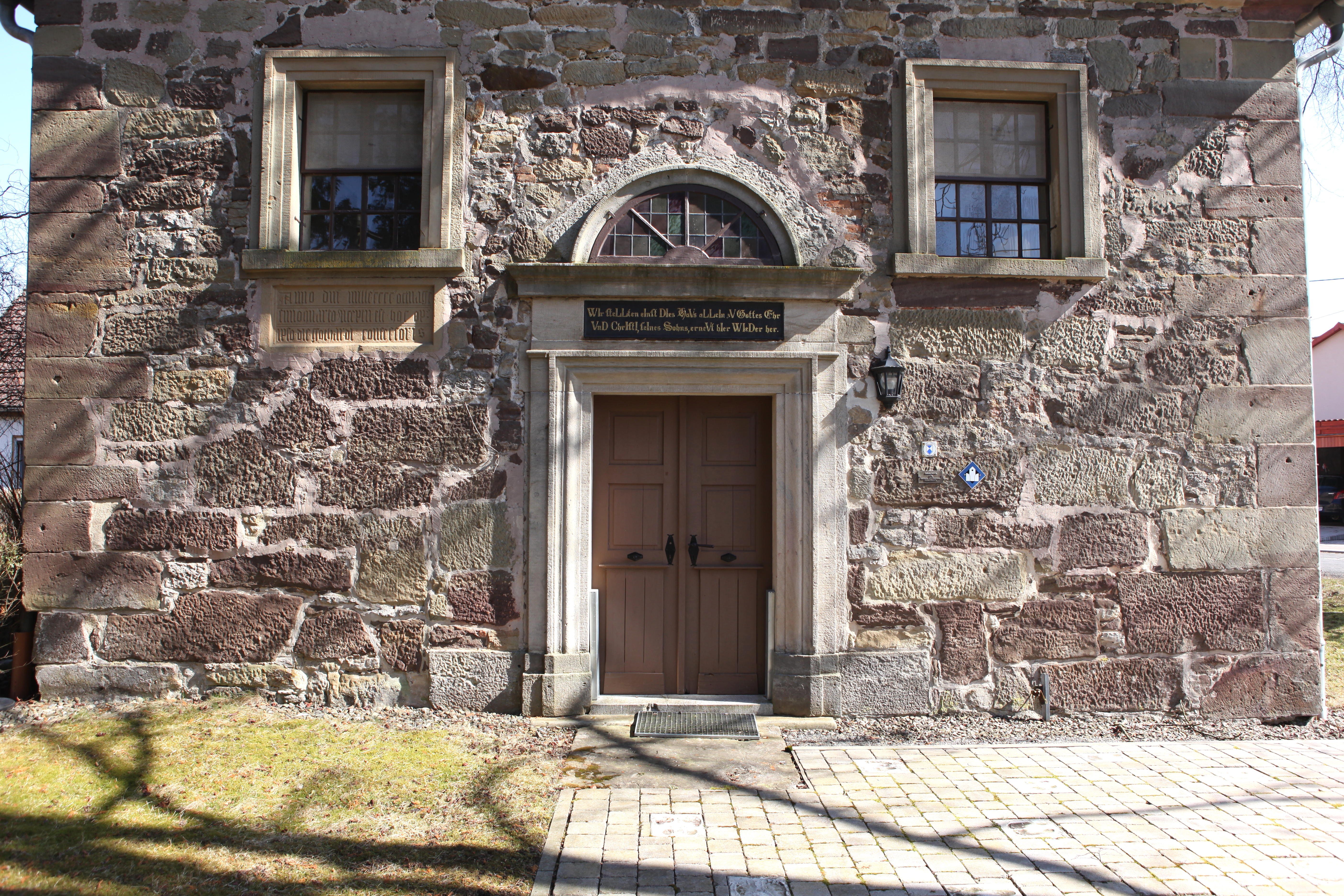
Kirchenportal

Der Ort in der damaligen Grafschaft Henneberg wurde im Jahr 1315 als „Atthus“, „Ateldeshusin“, (Häuser des Addaldo) erstmals urkundlich erwähnt. Spätere Namensformen sind „Athalhusen“ (1340) und „Odelhusen“.
Adelhausen gehörte zum Herrschaftsgebiet der später reichsfreien Ritter und Herren von Heßberg, eines aus dem Dienstadel der Henneberger aufgestiegenen Adelsgeschlechts im Ritterkanton Rhön-Werra.
Adelhausen gehörte zunächst zur Pfarrei Eisfeld und besaß bereits eine Kapelle, 1484 eine eigene Kirche, durch eine Spende der Heßberger errichtet. Der Ort war landwirtschaftlich geprägt, das Steinhauer-Handwerk hatte zeitweise Bedeutung, man erwarb einen eigenen Sandsteinbruch in der Flur. Als Folge der Reformation im 16. Jahrhundert wurde die Bevölkerung von Adelhausen lutherisch. Im Bauernkrieg brachte der sogenannte Bildhäuser Haufen, der regionale Zusammenschluss aufständischer Bauern und Bürger, zwischen Ostern und Pfingsten 1525 Verwüstung und Plünderung. Zwischen 1552 und 1555, im Zweiten Markgrafenkrieg, erlitt das Gebiet um Hildburghausen und Heldburg bei Truppendurchzügen schwere Plünderungen und Verwüstungen. Diese Schrecknisse wurden übertroffen durch die Ereignisse während des  Dreißigjährigen Krieges, als die gefürchteten kroatisch-ungarischen Reiterscharen des Johann Ludwig Hektor von Isolani in das obere Werratal einfielen und im Winterquartier 1634/1635 das Land zwischen Coburg, Suhl und Meiningen systematisch plünderten.

## Kultur und Sehenswürdigkeiten
- Die evangelische Kirche in Adelhausen wurde um 1484 als Chorturmkirche erbaut, es folgten mehrfach Umbauten. Die letzte Sanierung der Kirche im Jahr 2000 wurde mit Fördermitteln der Deutschen Stiftung Denkmalschutz vorgenommen.[4]

- Die Initiative Rodachtal e. V. bemüht sich auf kulturellem Gebiet nach dem Motto Grenzenlos im Rodachtal um die Beseitigung der Folgen der Deutschen Teilung. Hierzu werden im Jahresverlauf zahlreiche Veranstaltungen in den Anliegergemeinden der Rodach organisiert. Für den Tourismus wurde das Zweiländermuseum in Streufdorf eröffnet, entlang der ehemaligen DDR-Grenzanlagen wurde ein Rundwanderweg gestaltet.[5]